# Bakhjulsdrift

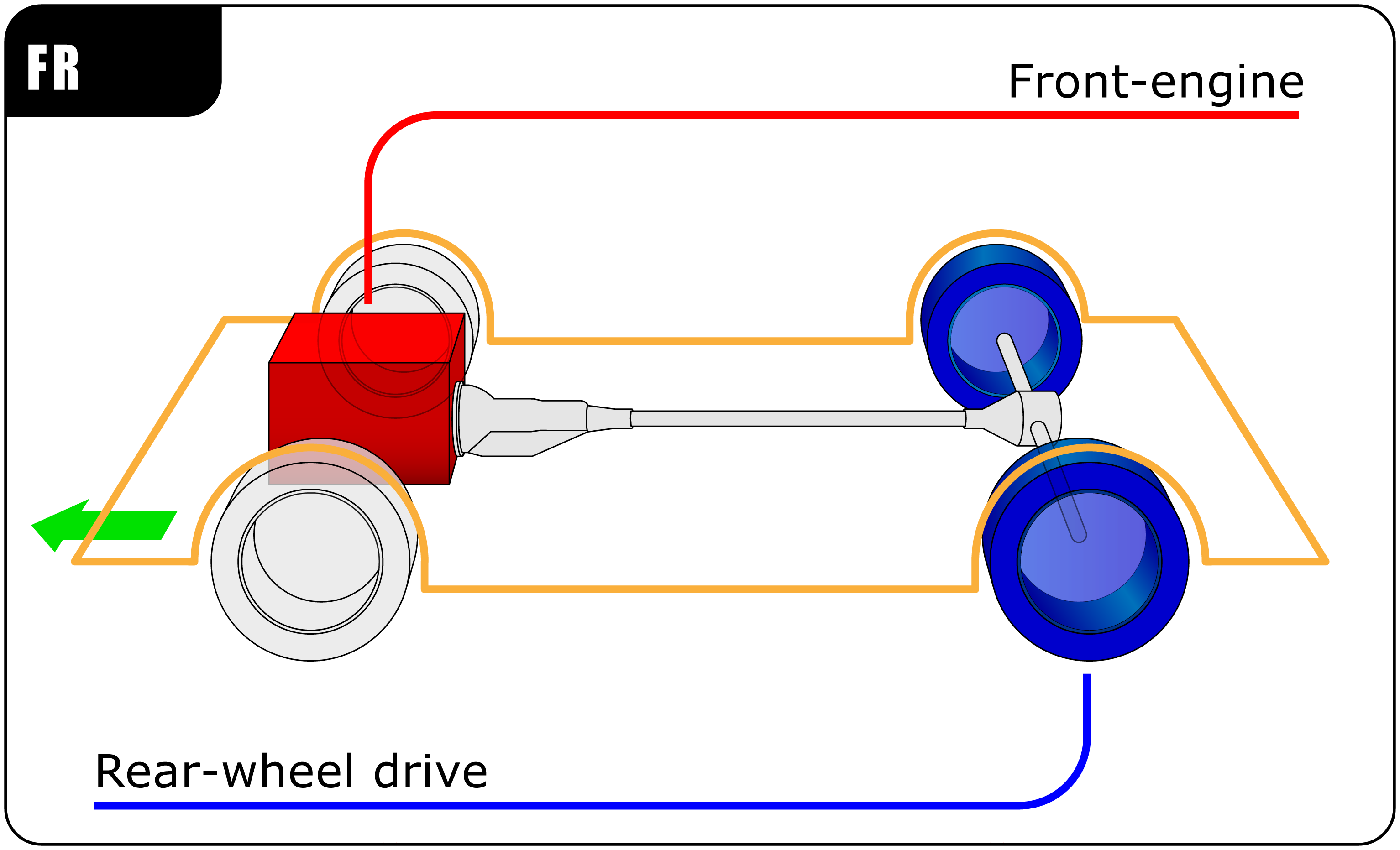
Skiss av en typiskt bakhjulsdriven bil med motorn fram och drivlina till bakaxeln.

Bakhjulsdrift kallas det när ett fordon, till exempel en bil, drivs endast med bakhjulen.
Motorn kan antingen vara monterad fram (ovan eller framför framaxeln), i mitten (mellan axlarna) eller längst bak (ovanpå eller bakom bakaxeln) på bakhjulsdrivna fordon.
På en bakhjulsdriven bil med motorn fram går det drivande momentet från motorn genom växellådan och via kardanaxeln till bakaxeln. 
På bakaxeln leds kardanaxeln in i en bakaxelväxel. Denna består av en vinkelväxel (oftast av hypoidtyp) och en differentialväxel. Bakaxelväxeln kan vara försedd med differentialbroms eller differentialspärr.
På fordon som har mittmonterad eller bakmonterad motor är differentialväxeln normalt sammanbyggd med växellådan och därför saknas kardanaxel.
Fram till 1980-talet tillverkades många vanliga familjebilar med bakhjulsdrift, men framhjulsdrivna modeller har nästan helt tagit över marknaden på grund av lägre tillverkningskostnad och bättre utnyttjande av utrymmet i bilen. Endast sportbilar och några mer exklusiva märken har fortsatt med bakhjulsdrift, samtidigt som fyrhjulsdrift har blivit alltmer populärt även på dessa modeller. En viss renässans för bakhjulsdrivna bilar är dock på gång eftersom många elbilar nu har lanserats med bakhjulsdrift. Anledningen är att en elmotor tar mindre plats och kan placeras vid bakhjulen. Viktfördelningen i en elbil är också mer beroende av hur batterierna är placerade än var motorn sitter.
De allra flesta bussar och tunga lastbilar är bakhjulsdrivna.

## Fördelar
- Bakhjulsdrift medger enklare konstruktion vad avser styrning och fjädring. Med drivhjulen bak kan hjulen monteras på en stel, fjädrad axel. Till skillnad från framhjulsdrift där drivhjulen måste kunna vinklas vid styrning. Detta möjliggörs på framhjulsdrivna bilar genom drivknutar, fjäderben och spindelleder.
- Bakhjulsdrivna bilar är i regel enklare och billigare att underhålla än framhjulsdrivna.
- Bakhjulsdrift medger mindre vändradie än framhjulsdrift.
- Bakhjulsdrivna bilar är oftast att föredra framför framhjulsdrivna om man drar en tyngre släpkärra eller drar upp en båttrailer från vattnet. Den ökade vikten på bakaxeln medger bättre grepp.
- Motorstarka bilar med stor viktförflyttning bakåt vid acceleration, t.ex. avancerade sportbilar, formelbilar, dragracingbilar mm använder nästan uteslutande bakhjulsdrift.
- Föraren har mer kontroll över bilen i kurvorna, kan "styra med gasen" genom att framkalla en kontrollerad sladd. (Detta är samtidigt en nackdel eftersom man kan tappa kontrollen mycket snabbt.)

## Nackdelar
- Sämre innerutrymme på grund av växellåds- och kardantunnel.
- Tillverkningskostnaden blir något högre än för en framhjulsdriven bil, eftersom fler komponenter måste monteras separat. (I en framhjulsdriven bil kan hela drivpaketet monteras ihop i förväg och sättas in i bilen som en enhet.)
- Motor fram + bakhjulsdrift ger oftast sämre framkomlighet vintertid i jämförelse med bakmotoriserade eller framhjulsdrivna bilar.
- Vid halt väglag är risken större att bilen hamnar i sladd vid gaspådrag med en bakhjulsdriven bil. (Eftersom moderna bilar har antisladdsystem är detta inte ett lika stort problem som tidigare.)